# Naruto haku
Haku blev født i Kirigakure, men blev ikke i sin familie, fordi han var anderledes. Efterfølgende mødte han Zapuza Momochi. Han har lavet sin egen jutsu, der kaldes Dæmon spejlende.
| Taleboble | Spire Denne tegneserieartikel er en spire som bør udbygges. Du er velkommen til at hjælpe Wikipedia ved at udvide den. |